# ملو، اروگوئه
ملو، اروگوئه (به اسپانیایی: Melo) شهری در کشور اروگوئه، استان سرو لارگو است که جمعیت آن در سرشماری سال ۲۰۰۴ میلادی ۵۰٬۵۷۸ نفر بوده‌است.